# Curtea Domnească din Curtea de Argeș
Curtea Domnească din Curtea de Argeș este un ansamblu de monumente istorice aflat pe teritoriul municipiului Curtea de Argeș. În Repertoriul Arheologic Național, monumentul apare cu codul 13631.07.
Ansamblul este format din următoarele monumente:
- Biserica „Sf. Nicolae” - Domnesc (cod LMI AG-II-m-A-13647.01)
- Ruinele caselor domnești Basarab I (cod LMI AG-II-m-A-13647.02)
- Ruinele caselor domnești Neagoe Basarab (cod LMI AG-II-m-A-13647.03)
- Turnul de poartă al incintei bisericii (fostă clopotniță) (cod LMI AG-II-m-A-13647.04)
- Turnul de poartă al Curții Domnești (cod LMI AG-II-m-A-13647.05)
- Ruine zid de incintă al primei biserici (cod LMI AG-II-m-A-13647.06)
- Zid de incintă al bisericii (cod LMI AG-II-m-A-13647.07)
- Zid de incintă al Curții Domnești (cod LMI AG-II-m-A-13647.08)
- Casă tradițională (cod LMI AG-II-m-A-13647.09)

## Biserica „Sf. Nicolae” - Domnesc
Ctitorie a lui Basarab I, terminată în anul 1352, în cadrul reședinței voievodale din sec. XIII. înglobează fundațiile bisericii din sec. XIII. Biserica, monument în cruce greacă înscrisă, de tip complex, este una din cele mai reprezentative monumente ale arhitecturii românești medievale. Picturile murale interioare, deosebit de valoroase, au fost realizate în 1364-1369. Inclusă în Lista Indicativă UNESCO.

## Galerie

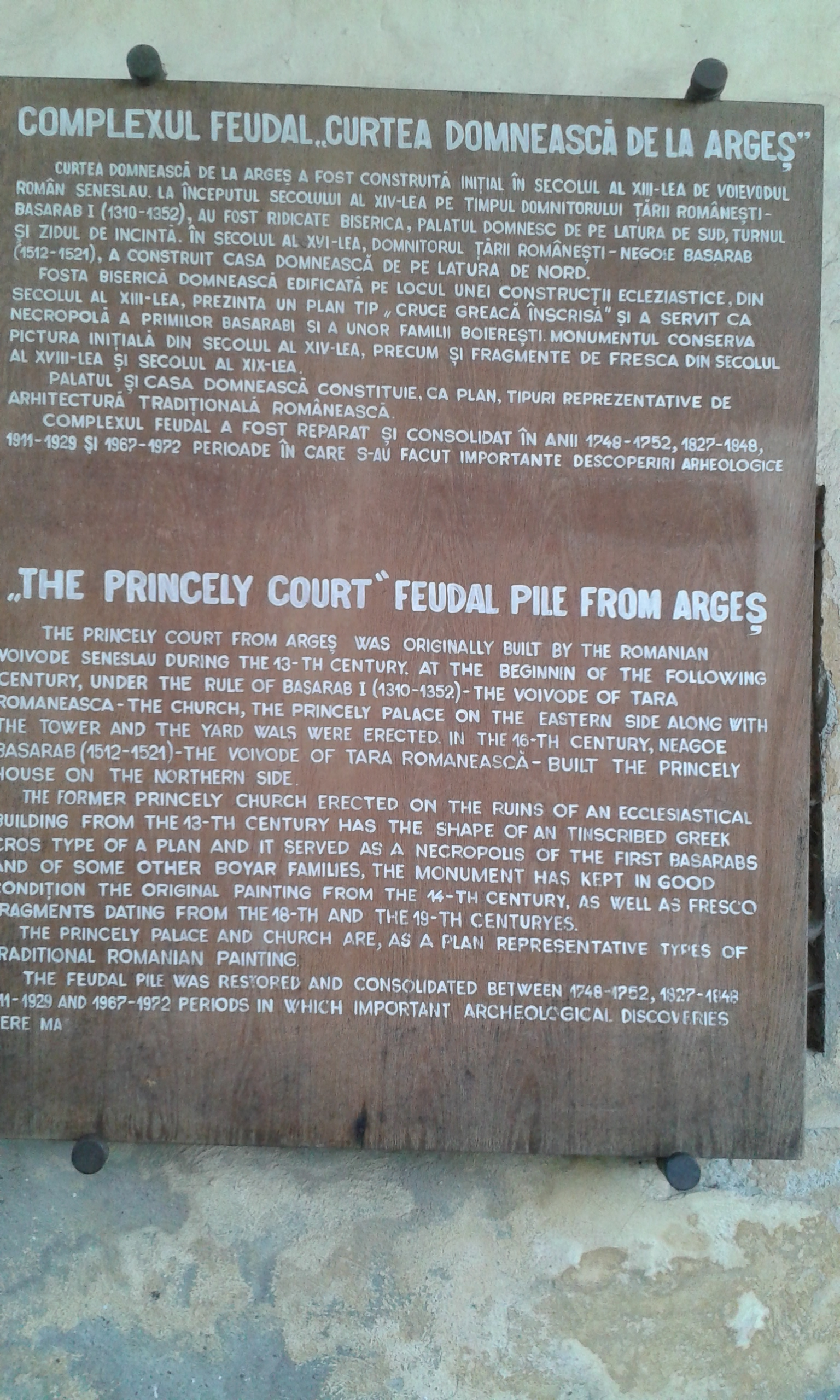
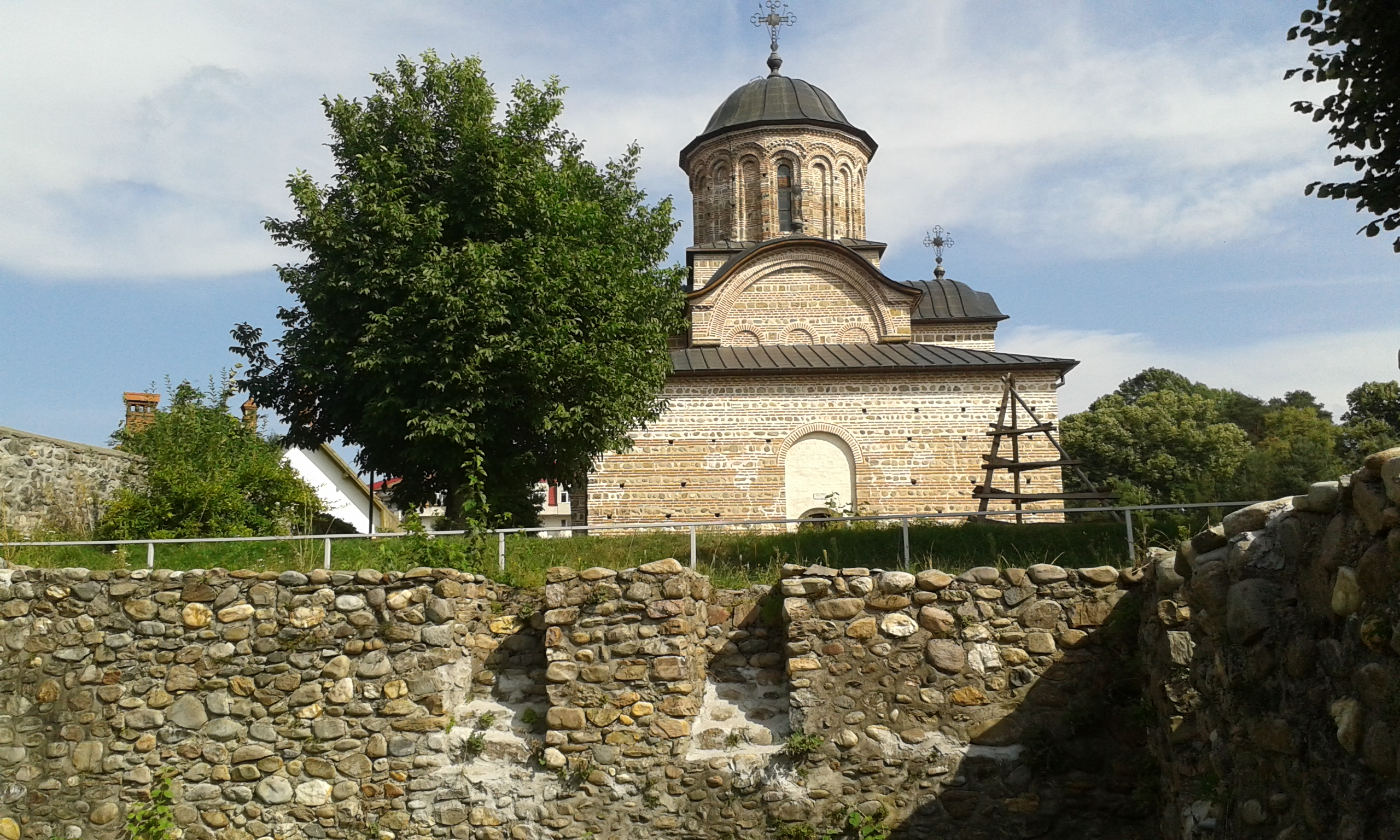
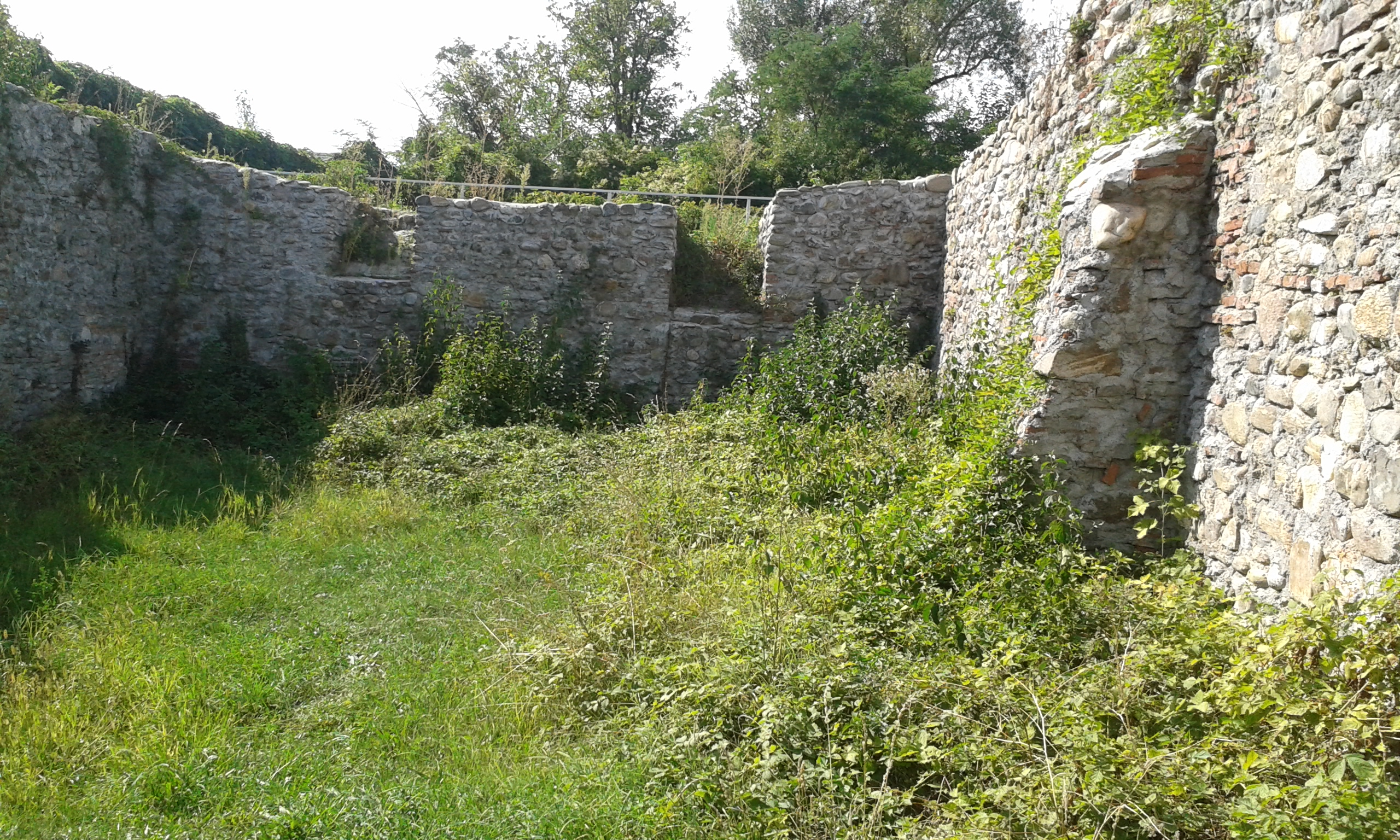
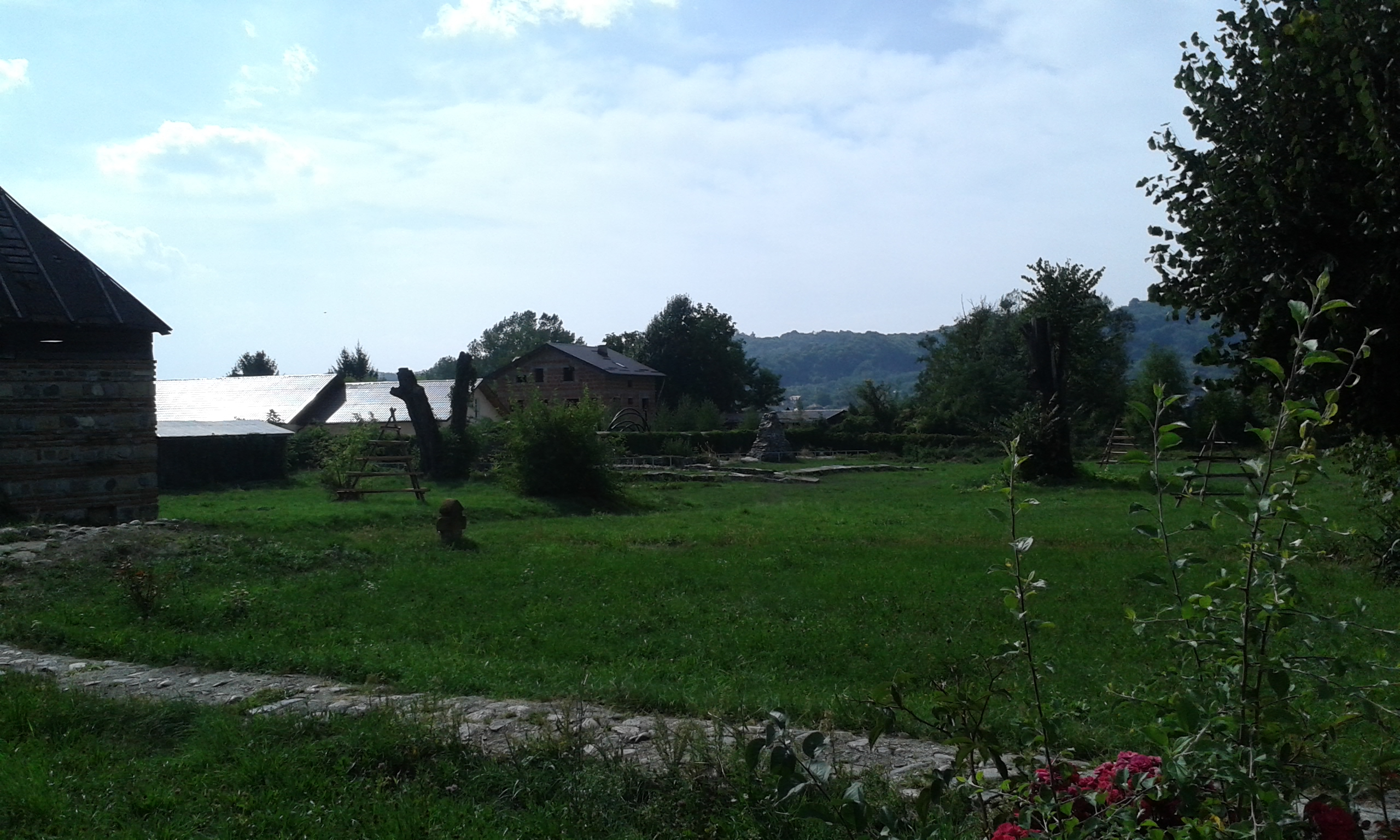
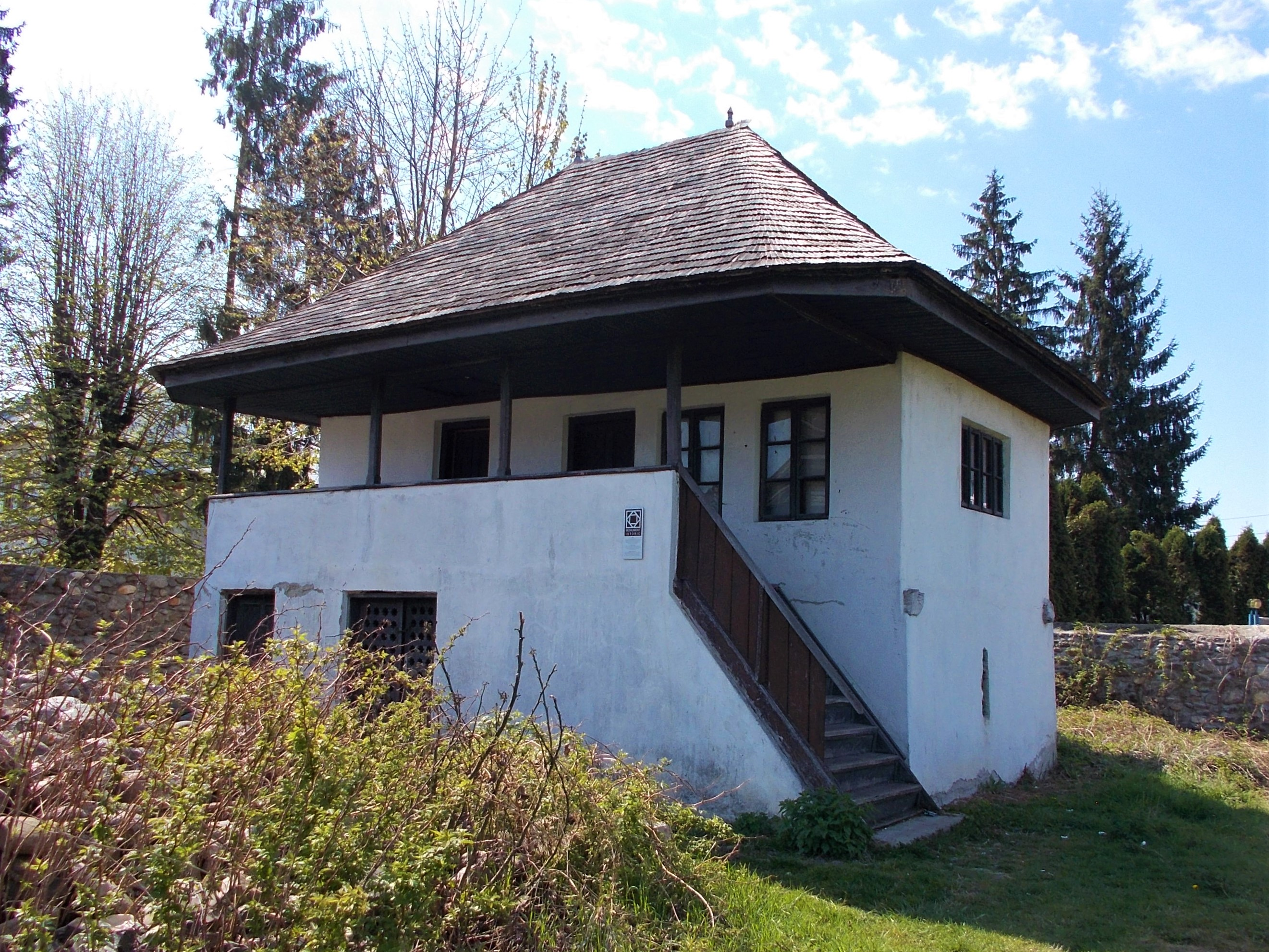